# Předsklopení zrcátka

Zrcátko se sklopí z polohy (2) směrem k (5) dostatečnou dobu před otevřením závěrky (3). Důsledkem toho se světelný obraz nedostane do hledáčku (8).

Předsklopení zrcátka, předsklopení zrcadla (anglicky mirror lock-up, MLU) je funkce fotoaparátu typu zrcadlovka, která sklopí zrcátko před pořízením snímku. Funkce pomáhá snižovat pohybovou neostrost. Mezi oběma kroky je stanovena pevná prodleva, čímž se zabrání rozechvění fotoaparátu během expozice. Je doporučeno použít stativ a kabelovou spoušť nebo samospoušť. Sklápění zrcátka v normálním režimu během expozice dokáže fotoaparát s objektivem rozhýbat i na stabilním stativu a u expozic s delším časem dojde ke ztrátě detailu, nebo k rozostření celého snímku.

## Galerie

Animace předsklopení zrcátka zrcadlovky na malý formát Minolta SRT101
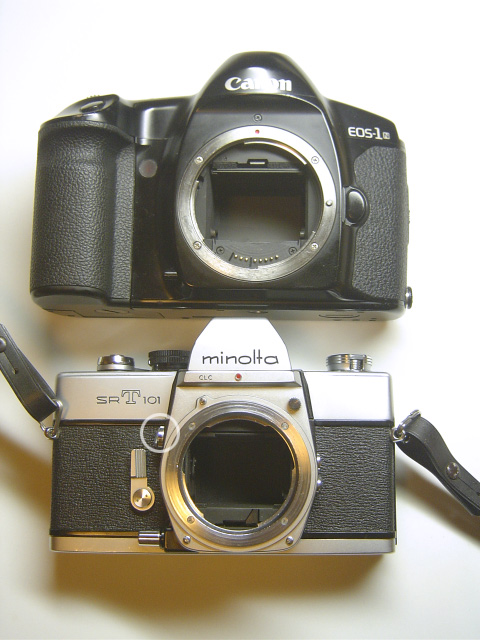
Předsklopené zrcátko a v normální poloze
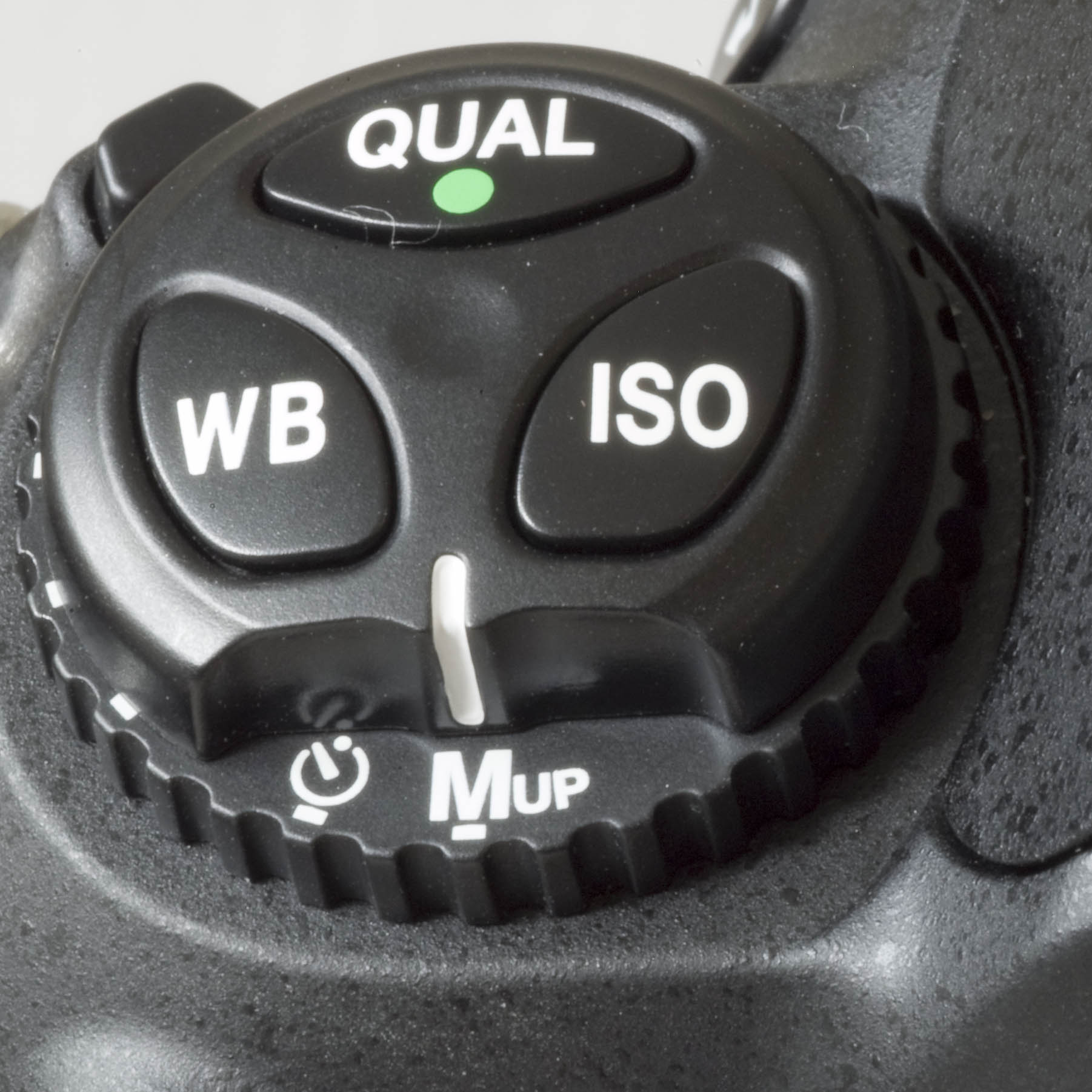
Nastavení na ovládání fotoaparátu Fujifilm FinePix S5Pro (Nikon D200)
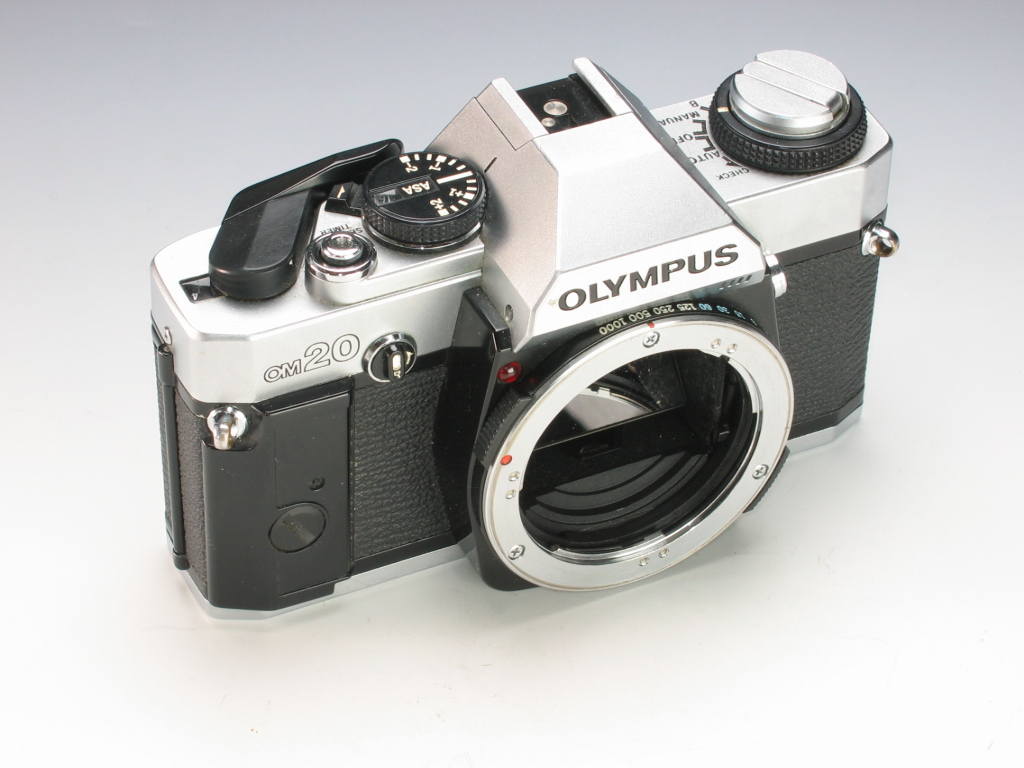
Zrcátko v normální poloze
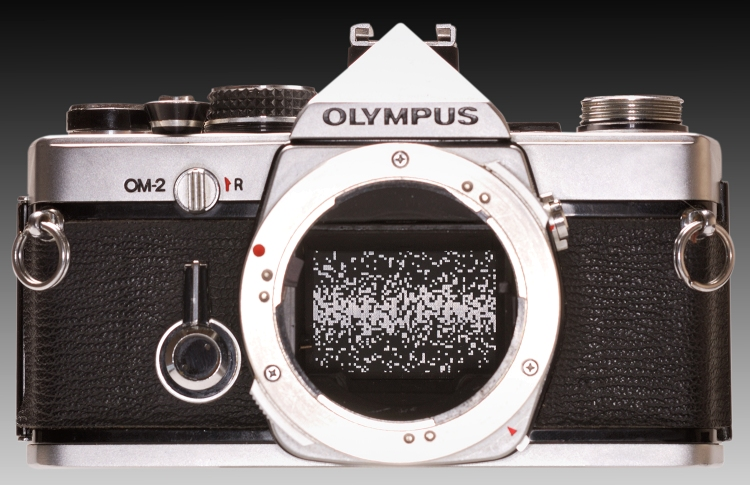
Předsklopené zrcátko do horní polohy